# Santa Maria ad Valetudinarium
L'ospitale di Santa Maria ad Valetudinarium è una struttura medievale che si trova ad Abbadia San Salvatore in provincia di Siena (Toscana).

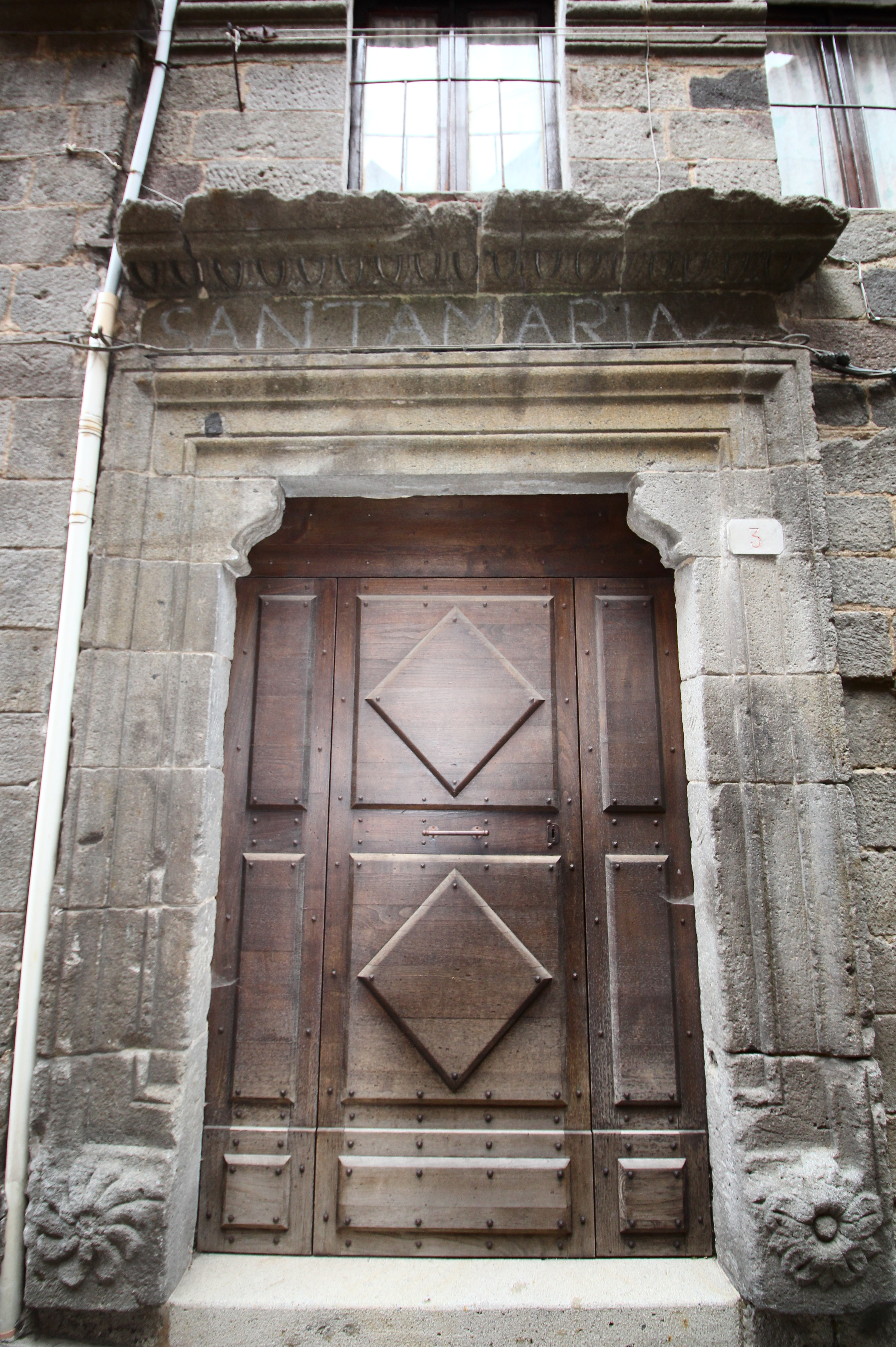
Esterno

## Storia e descrizione
L'origine della costruzione sembra risalire al 1012, voluta dall'abate Winizzo dell'abbazia del Santissimo Salvatore per dotare il piccolo borgo del castello di Badia di un edificio di accoglienza per monaci, pellegrini e malati. All'interno del complesso dell'ospitale venne eretta una piccola cappella.
Intorno alla metà del XV secolo il monastero cistercense smise di occuparsi dell'ospitale, che presto cadde in rovina e fu salvato grazie all'intervento di Papa Pio II, il quale ne ordinò la ristrutturazione nel 1462, durante il suo soggiorno estivo presso l'abbazia. La struttura venne così recuperata e la piccola chiesa fu completamente ricostruita in pietra trachitica e in stile romanico, del quale ancora oggi conserva numerose testimonianze nella facciata e nel portone d'ingresso. A partire dalla metà del XVIII secolo l'ospitale e la chiesa furono definitivamente abbandonati e vennero convertiti in abitazioni alla fine dello stesso secolo.